# لودج كورولاري
كانت لودج كورولاري (الإنجليزية: Lodge Corollary) نتيجة من نتائج لمبدأ مونرو، اقترحها هنري كابوت لودج ، وصادق عليه مجلس الشيوخ الأمريكي عام 1912، هذا الميثاق الذي منع أي قوة أو مصلحة أجنبية من أي نوع من الاستحواذ على أراضٍ كافية في نصف الكرة الغربي تُمكّن تلك الحكومة من "السيطرة الفعلية". وكما جادل هنري لودج، فقد أكّد هذا الميثاق على الحق الأساسي للدول في ضمان أمنها، ووسّع نطاق مبادئ مبدأ مونرو ليتجاوز الاستعمار ليشمل أيضًا الاستحواذات الإقليمية للشركات.
كان الاقتراح بمثابة رد فعل على المفاوضات بين منظمة يابانية والمكسيك لشراء جزء كبير من باها كاليفورنيا بما في ذلك ميناء يعتبر ذا قيمة استراتيجية، وهو خليج ماجدالينا. بعد التصديق على ااتفاقية، أنكرت اليابان أي صلة لها بالمنظمة، ولم يتم إتمام الصفقة أبدًا.

## روابط خارجية
- دفاع لودج عن النتيجة المترتبة أمام الكونجرس الثاني والستين